# Junius R. Bate
Felsianus Junius Rato Bate (sinh ngày 9 tháng 6 năm 1993) còn được biết với tên đơn giản Junius R. Bate là một cầu thủ bóng đá người Indonesia hiện tại thi đấu cho Celebest F.C. ở Liga 2 ở vị trí Hậu vệ 